# ارن علمعلی
ارن علمعلی (انگلیسی: Eren Elmalı؛ زادهٔ ۷ ژوئیهٔ ۲۰۰۰) بازیکن فوتبال اهل ترکیه است.
از باشگاه‌هایی که در آن بازی کرده‌است می‌توان به باشگاه فوتبال قاسم‌پاشا اسپور اشاره کرد.
وی همچنین در تیم ملی فوتبال ترکیه بازی کرده‌است.